# Nisei
Nisei (jap. 二世 - druga generacija) je jedan od naziva za Amerikance japanskog podrijetla.